# 黃慕蘭
黃慕蘭（1907年7月18日—2017年2月7日），中國湖南省瀏陽縣人，原名黃彰定，因仰慕《木蘭辭》中的花木蘭改名為「慕蘭」。黃慕蘭1926年加入中國共產黨，投身婦女運動，後成為中共特工，諜戰電影《風聲》女主角原型。

## 生平
1926年，黃慕蘭加入中国共产党担任汉口妇女部部长。1927年赴上海任中共书记处秘书兼交通员。1933年脫離中共，与国民政府官员陈志皋结婚。1951年重新加入中国共产党。黃慕蘭1955年受聯絡人潘漢年案牽連被捕，1963年被判「叛徒、特務、反革命」罪管制三年。1967年6月再進秦城監獄，關到1975年。1980年周恩來遺孀鄧穎超幫助平反，為表清白，黃慕蘭獲釋後共寫了六個版本的傳記，長版只供黨內參考，至今未公開。